# 桜田勝義
桜田 勝義（さくらだ かつよし、1923年(大正12年)3月 - 1974年(昭和49年)）は、日本の法学者。
宮城県生まれ。1949年東北帝国大学法学部卒、1951年東北大学経済学部卒業、1965年法学博士（東北大学）（学位論文「少数意見制の研究」）。1954年山形大学講師、助教授、1966年新潟大学教授。

## 著書
- 『判例弁護士法の研究』一粒社、1970
- 『司法と裁判官』現代評論社、1971
- 『輝やく裁判官群像 人権を守った8人の裁判官』有信堂、1973

### 共著
- 『ケースブック破産法』斎藤秀夫共編 有信堂、1968
- 『法学原理』編 法律文化社、1973

### 翻訳
- E.A.パーリー『弁護の技術と倫理』日本評論社、1968

## 参考
- 故桜田勝義教授の略歴及び著作目録 法政理論、1975 - 03